# Bodzanowice
Bodzanowice (niem. Botzanowitz; Grunsruh (1938-1945)) – wieś w Polsce położona w województwie opolskim, w powiecie oleskim, w gminie Olesno.

## Nazwa
W alfabetycznym spisie miejscowości na terenie Śląska wydanym w 1830 roku we Wrocławiu przez Johanna Knie miejscowość występuje pod obecnie stosowaną, polską nazwą Bodzanowice oraz nazwą zgermanizowaną Bodsanowitz. Polską nazwę Bodzanowice w książce Krótki rys jeografii Szląska dla nauki początkowej wydanej w Głogówku w 1847 wymienił śląski pisarz Józef Lompa.
Ze względu na słowiańskie pochodzenie nazwy, w okresie narodowo-socjalistycznym administracja tzw. III Rzeszy, należąca do NSDAP zmieniła zgermanizowaną nazwę, na nowo nadaną niemiecką – Grunsruh. W 1946 r. Rzeczpospolita Polska nadała nazwę Bodzanowice.

## Położenie
Bodzanowice leżą na Górnym Śląsku, przy granicy z historyczną Małopolską, którą wyznacza bieg rzeki Liswarty, oraz województwami opolskim i śląskim. Największa wieś Gminy Olesno.

## Części wsi
| SIMC    | Nazwa      | Rodzaj     |
| ------- | ---------- | ---------- |
| 0139910 | Granicznik | przysiółek |
| 0139927 | Kiki       | przysiółek |
| 0139933 | Obłąki     | przysiółek |
| 0139896 | Paprotna   | część wsi  |
| 0139904 | Piaski     | część wsi  |
| 0139940 | Pustkowie  | przysiółek |

## Historia
Pierwsza wzmianka historyczna pochodzi z 1447. W 1753 Bodzanowice kupił szlachcic Heinrich Leopold Reichenbach. Po nim wieś odziedziczył jego syn – Karl Heinrich Fabian Reichenbach. Sprzedał ją w 1780 za 80 tys. talarów. Po dawnych właścicielach wsi pozostał dwór. Około 1850 zbudowano w Bodzanowicach dwa wielkie piece, wydobywano rudę żelaza i wapień.
Region wieluński i częstochowski były terenami granicznymi zachodniej Polski od schyłku XIV wieku, a linię graniczną stanowiły rzeki Prosna i Liswarta. Po odzyskaniu przez Polskę niepodległości, granica niemiecko-polska na Liswarcie została ustalona w 1918 r. i potwierdzona traktatem wersalskim 28 czerwca 1919 roku. Do 1945 r. na terenie wsi znajdowało się polsko-niemieckie przejście graniczne. We wsi istnieją budynki straży granicznej (II RP) (dzisiaj znajdują się w nich mieszkania).
Około połowy sierpnia 1939 r. w rejon Wichrowa i Bodzanowic przegrupowano 4 Dywizję Pancerną pod dowództwem Georga-Hansa Reinhardta. Dywizja liczyła ok. 15 tysięcy żołnierzy, 308 czołgów, 38 samochodów pancernych oraz sprzęt logistyczny. Rozpoczęły się akcje dywersyjne, ostrzeliwane były polskie patrole i placówki straży granicznej. 26 sierpnia 1939 o godzinie 9.30 w Przystajni patrol Straży Granicznej odparł atak żołnierzy niemieckich, którzy przedostali się na stronę polską. W przededniu wojny na terenach przygranicznych zostały rozmieszczenie na rozkaz władz polskich jednostki 7 Dywizji Piechoty. Ich głównym zadaniem była obrona rejonu częstochowskiego na odcinku około 40 km Krzepice – Lubliniec. 31 sierpnia 1939 r. w Bodzanowicach żołnierze niemieccy skończyli budować most pontonowy, który w nocy przerzucili przez rzekę Liswartę.
Plebiscyt i powstanie
W 1910 roku 1135 mieszkańców mówiło w języku polskim, 1 w językach polskim i niemieckim, natomiast 102 osób posługiwało się jedynie językiem niemieckim. W wyborach komunalnych w listopadzie 1919 roku 125 głosów oddano na kandydatów z list polskich, którzy zdobyli łącznie 11 z 18 mandatów. Podczas plebiscytu w 1921 roku we wsi uprawnionych do głosowania było 988 mieszkańców (w tym 282 emigrantów). Za Polską głosowało 241 osób, za Niemcami 718 osób. W 1919 r. mieszkańcy założyli tu komórkę Polskiej Organizacji Wojskowej Górnego Śląska. Komórka wywiadowcza RP w marcu 1920 miała tu dwa posterunki.
Przez Bodzanowice przebiegała postulowana w marcu 1921 linia Korfantego. Miejsce walk w III powstaniu śląskim opanowali tu miejscowi powstańcy w nocy z 3 na 4 maja 1921. 10 maja biuletyn dowództwa Grupy "Wschód" podał, że na skutek porozumienia się NKWP z władzami koalicyjnymi zaprzestano prowadzenia walk i ustalono linię demarkacyjną, przebiegającą m.in. przez Bodzanowice.
W latach 1954–1972 wieś należała i była siedzibą władz gromady Bodzanowice. 

## Edukacja
- Publiczna Szkoła Podstawowa w Bodzanowicach (ul. Szkolna 1)
- Publiczne Przedszkole w Bodzanowicach (ul. Szkolna 1)

## Parafia
We wsi działa Parafia Narodzenia Najświętszej Maryi Panny erygowana w 1447. 

## Znane osoby związane z Bodzanowicami
- Jan Wieczorek – biskup gliwicki
- Helmuth von Pannwitz – generał Wehrmachtu i SS oraz ataman kozacki